# Marjan Kalhor
Marjan Kalhor   (Teheran, 21 de juliol de 1988) és una esquiadora alpina que es va convertir en la primera dona iraniana a participar en uns Jocs Olímpics d'Hivern, als Jocs Olímpics de Vancouver de 2010. Kalhor va participar en les competicions d'eslàlom i d'eslàlom gegant. Va ser l'abanderada de l'Iran a la cerimònia d'obertura i va acabar 60a entre 86 competidores a l'eslàlom gegant i 55a entre les 87 participants a l'eslàlom.
Kalhor va començar a esquiar als quatre anys, a l'estació de Dizin, al nord de Teheran, a la serralada d'Alborz. A l'edat d'onze anys va guanyar una competició nacional, als 16 anys es va emportar el bronze en una competició a Turquia, i dos anys més tard va guanyar l'or en eslàlom i la plata en el gegant d'una prova al Líban.